# Fool in the Rain/Hot Dog
Fool in the Rain/Hot Dog è un singolo del gruppo musicale inglese Led Zeppelin, pubblicato nel 1979 ed estratto dal loro ottavo album in studio In Through the Out Door

## Brani
Il brano Fool in the Rain è stato scritto da John Paul Jones, Jimmy Page e Robert Plant e prodotto da Page.
Esso è stato registrato in Svezia, presso i Polar Studios di Stoccolma nel 1978.

## Tracce
1. Fool in the Rain – 6:08 (Robert Plant, Jimmy Page, John Paul Jones)
2. Hot Dog – 3:15 (Robert Plant, Jimmy Page)